# Paratriaenops pauliani
Paratriaenops pauliani és una espècie de ratpenat de la família dels rinonictèrids. Viu de forma endèmica a l'Illa Picard o, possiblement, també a l'atol d'Aldabra (Seychelles). Se'n desconeix l'hàbitat natural, car l'espècie ha estat descrita a partir d'exemplars conservats a museus des de principis del segle xx. És una espècie en risc mínim, és a dir, no sembla que hi hagi cap amenaça significativa per a la seva supervivència.